# Bellestar (Penelles)
Bellestar, Ballestar, Ballestà o la Bellestar és una entitat de població de Penelles, a la comarca de la Noguera.
El llogaret se situa per la carretera LV-3331, entre Linyola i Penelles. Actualment no hi consta cap habitant censat. La seva presència se centra en la Granja Sant Vicent Ferrer, arran de carretera.

## Història
L'any 1139, Ermengol VI lliurà el terme a Ramon Arnal a fi de construir un castell. Durant el mateix segle xii també consta la presència d'una església, la parròquia de la qual fou compartida entre els prepòsits de Solsona i els bisbes d'Urgell. El terme incloïa també Almassor.
L'any 1307, un litigi entre el rei Jaume II i comte d'Urgell Ermengol X se solucionà amb l'adjudicació del castell Bellestar al comte, juntament amb altres possessions. L'esmentat castell fou propietat de Berenguer de Ribelles entre finals del segle xiv i principis del segle xv, que tingué disputes amb l'Abat de Poblet pels béns comunals dedicats al pasturatge. L'any 1417 Bellestar passà a mans de Guerau Alamany de Cervelló i, més tard, a Ramon de Casaldàliga, mercader de Lleida.
Amb la fi de la guerra civil catalana, el terme passà a formar part de la baronia de Bellpuig. A causa d'aquesta i altres guerres, juntament amb el bandolerisme existent durant el segle xv, Bellestar quedà despoblat, si bé la parròquia es mantingué, dependent de Vic, però amb el dret de presentació dels rectors en favor de l'esmentada baronia. L'any 1608, el senyor de la baronia, en prendre possessió, nomenà Jaume Brandi batlle de Bellestar i Almassor i, juntament amb el càrrec, atribuí totes les facultats civils i criminals sobre els seus habitants.
Al segle xvii, amb les antigues masies reconstruïdes i habitades de nou, Bellestar i Almassor formaren part de la vegueria d'Agramunt i, més tard, el 1745, del corregiment de Lleida. L'església de Bellestar fou sufragània de Vallverd fins al segle xix. En el mateix segle xix, Bellestar i Almassor perderen la seva condició de municipi per convertir-se en agregats de Penelles.